# Gonatocerus utahensis
Gonatocerus utahensis är en stekelart som beskrevs av Girault 1917. Gonatocerus utahensis ingår i släktet Gonatocerus och familjen dvärgsteklar. Inga underarter finns listade i Catalogue of Life.